# Bedlno (województwo zachodniopomorskie)
Bedlno – osada w Polsce położona w województwie zachodniopomorskim, w powiecie świdwińskim, w gminie Świdwin.